# Carnival (album B.A.P)
Carnival – piąty minialbum południowokoreańskiej grupy B.A.P, wydany 22 lutego 2016 roku przez wytwórnię TS Entertainment. Płytę promowały singel „Feel So Good”. Sprzedał się w nakładzie 64 100 egzemplarzy w Korei Południowej (stan na grudzień 2016 r.).

## Lista utworów
| Nr | Tytuł          | Słowa                                        | Kompozycja                                                                                   | Aranżacja                    | Czas |
| -- | -------------- | -------------------------------------------- | -------------------------------------------------------------------------------------------- | ---------------------------- | ---- |
| 1. | "Today"        | Park Su-seok, Park Eun-woo                   | Park Su-seok, Park Eun-woo                                                                   | Park Su-seok                 | 1:25 |
| 2. | "Carnival"     | Bang Yong-guk, Kim Chang-rak, Park Su-seok   | Bang Yong-guk, Kim Chang-rak, Park Su-seok, Yoon Young-min                                   | Park Su-seok, Yoon Young-min | 3:04 |
| 3. | "Feel So Good" | Bang Yong-guk, Kim Chang-rak, Team One Sound | Bang Yong-guk, Danny Majic, Kim Chang-rak, Team One Sound, Artisans Premium Music, Lucas Lee | Bang Yong-guk, Kim Chang-rak | 3:17 |
| 4. | "GO"           | Bang Yong-guk, Star Track                    | Bang Yong-guk, Star Track                                                                    | Star Track                   | 3:32 |
| 5. | "Albatross"    | Bang Yong-guk, Kim Chang-rak, Zelo           | Bang Yong-guk, Kim Chang-rak                                                                 | Bang Kim Chang-rak           | 3:16 |
| 6. | "My Girl"      | Bang Yong-guk, Park Su-seok, iNoo            | Park Su-seok                                                                                 | Park Su-seok, iNoo           | 3:27 |

## Notowania
| Lista                    | Pozycja |
| ------------------------ | ------- |
| Gaon Weekly Album Chart  | 2       |
| Gaon Monthly Album Chart | 4       |
| Gaon Yearly Album Chart  | 46      |
| Five Music (Tajwan)      | 2       |